# Mercedes-Benz Baureihe 221
Die Mercedes-Benz Baureihe 221 ist eine Oberklasselimousine der Marke Mercedes-Benz, die zwischen September 2005 und Juni 2013 von der Daimler AG gebaut wurde. Sie ist Nachfolger der Baureihe 220 und damit neunte Generation der Mercedes-Benz S-Klasse. Der Öffentlichkeit wurde sie erstmals auf der IAA im September 2005 vorgestellt, die Auslieferung begann im Herbst 2005. Im Mai 2009 erfuhr sie eine Modellpflege.
Nach insgesamt 537.519 produzierten Exemplaren endete die Produktion im Mercedes-Benz Werk Sindelfingen am 3. Juni 2013. Das letzte produzierte Fahrzeug der Baureihe 221 wurde der Sammlung des Mercedes-Benz-Museums übergeben. Am 15. Mai 2013 wurde mit der Baureihe 222 das Nachfolgemodell vorgestellt.

## Modellgeschichte

### Allgemeines
Nachdem die S-Klasse beim vorhergegangenen Generationswechsel geschrumpft war, da das Modell der Baureihe 140 wegen seiner enormen Maße in Europa als unzeitgemäß empfunden worden war, wurde nun ein nach Maßen nur wenig, optisch aber deutlich größeres Auto vorgestellt, mit dem die Daimler AG (bis 2007 DaimlerChrysler) vor allem in Nordamerika und in China höhere Verkaufszahlen erzielte. Der Öffentlichkeit vorgestellt wurde die Baureihe 221 erstmals auf der IAA im September 2005, die Auslieferung erfolgte ab Herbst desselben Jahres.
Zur Markteinführung waren nur die beiden Modelle S 350 (L) und S 500 (L) mit Ottomotor verfügbar. 2006 wurde die Modellpalette um den S 300 L (nur für Asien), den S 450 (L) und den S 600 L erweitert. Gleichzeitig wurden auch die Topmodelle S 63 AMG (L) und S 65 AMG L des Haustuners AMG eingeführt. Ab 2006 waren auch die beiden Dieselmodelle S 320 CDI (L) und S 420 CDI (L) verfügbar.
Ende 2008 wurde der S 320 CDI (L) durch den S 320 CDI BlueEFFICIENCY ersetzt. Diese Bezeichnung steht bei Mercedes-Benz für Modelle, die durch verschiedene Maßnahmen einen geringeren Treibstoffverbrauch haben sollen. So hat der S 320 CDI BlueEFFICIENCY (L) eine bedarfsgeregelte Servolenkung, ein Automatikgetriebe mit Standabkoppelung und Bereifung mit verringertem Rollwiderstand.

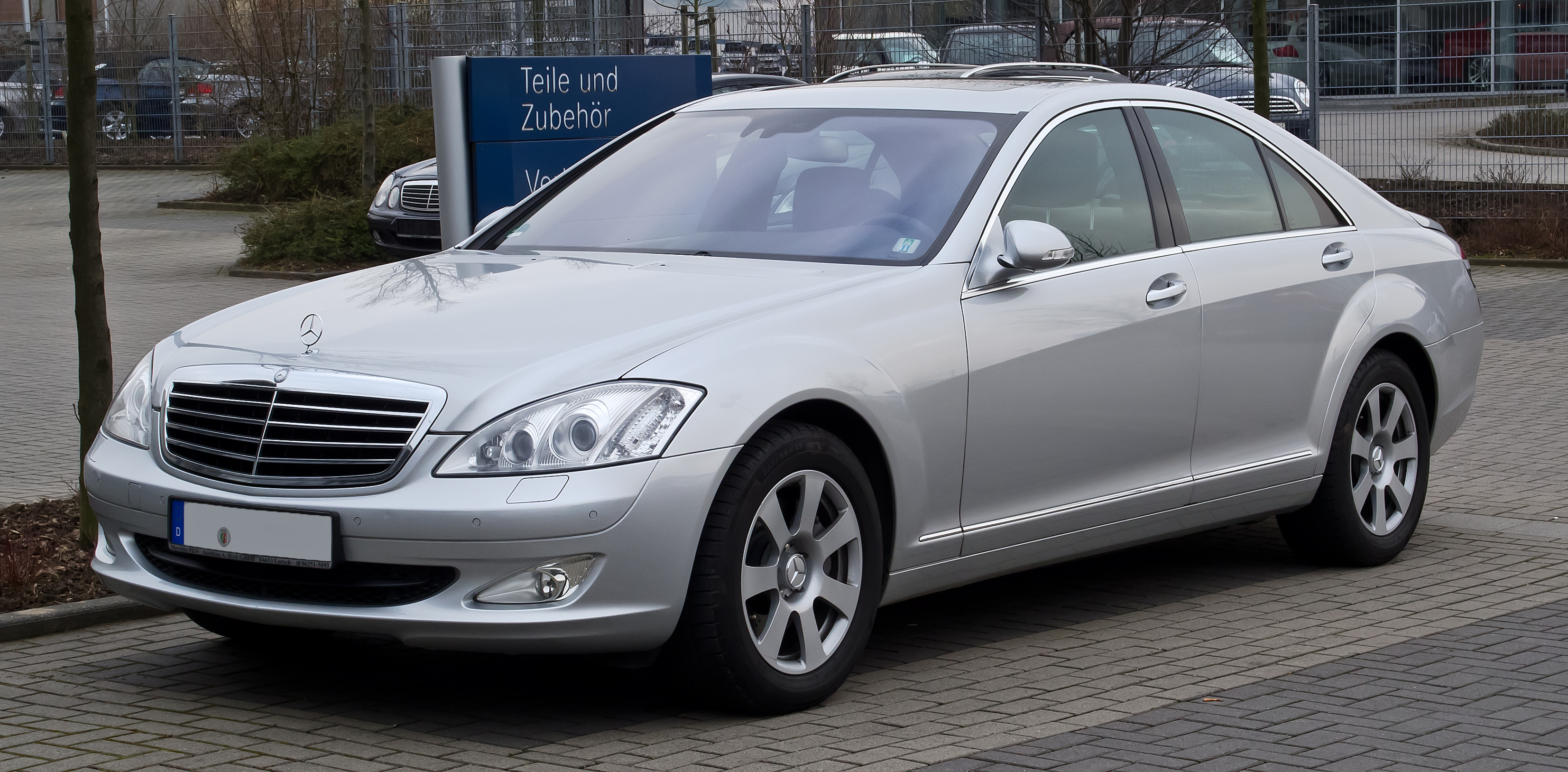
Type W 221, Frontansicht (2005 bis 2009)
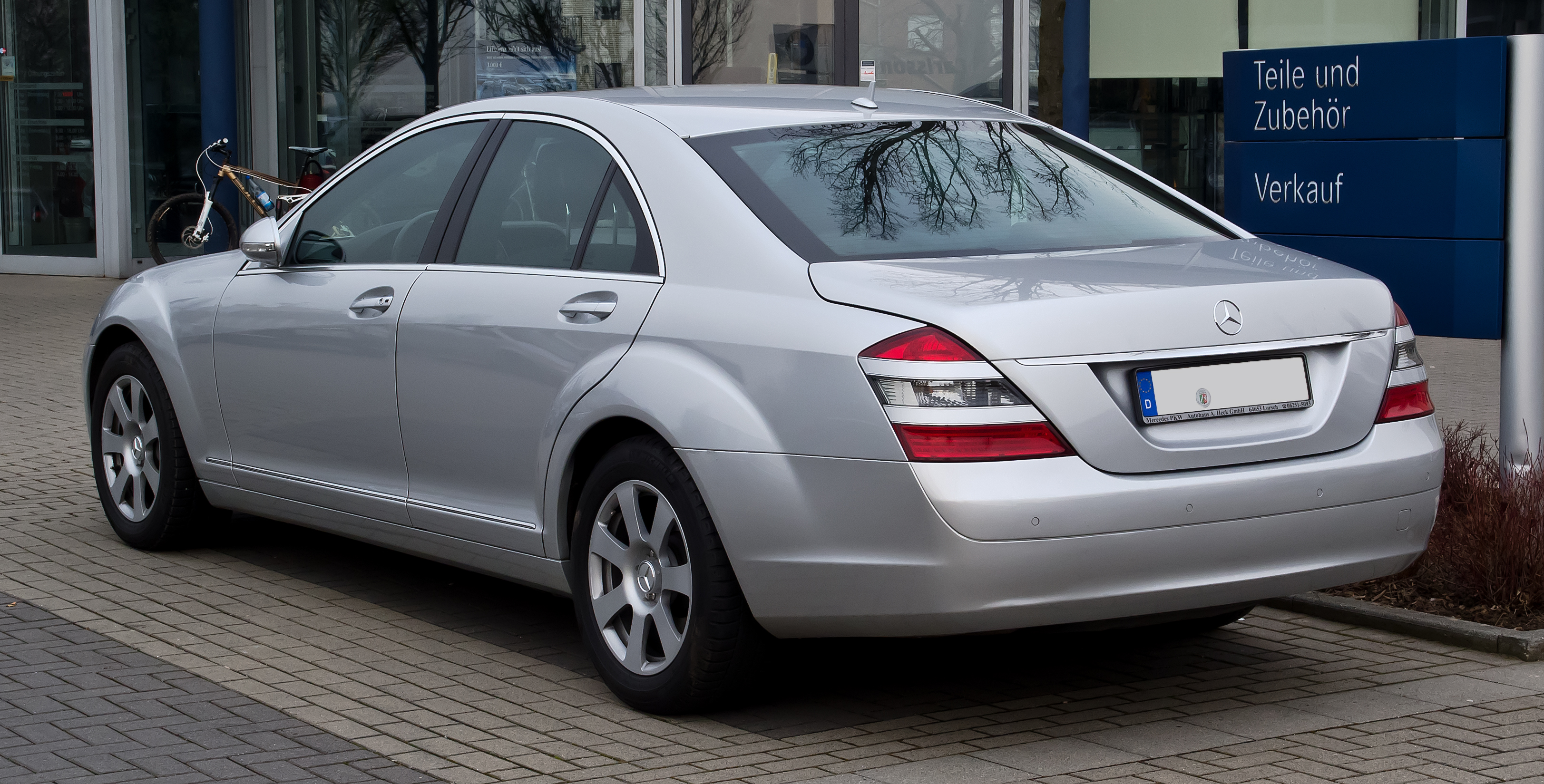
Type W 221, Heckansicht (2005 bis 2009)
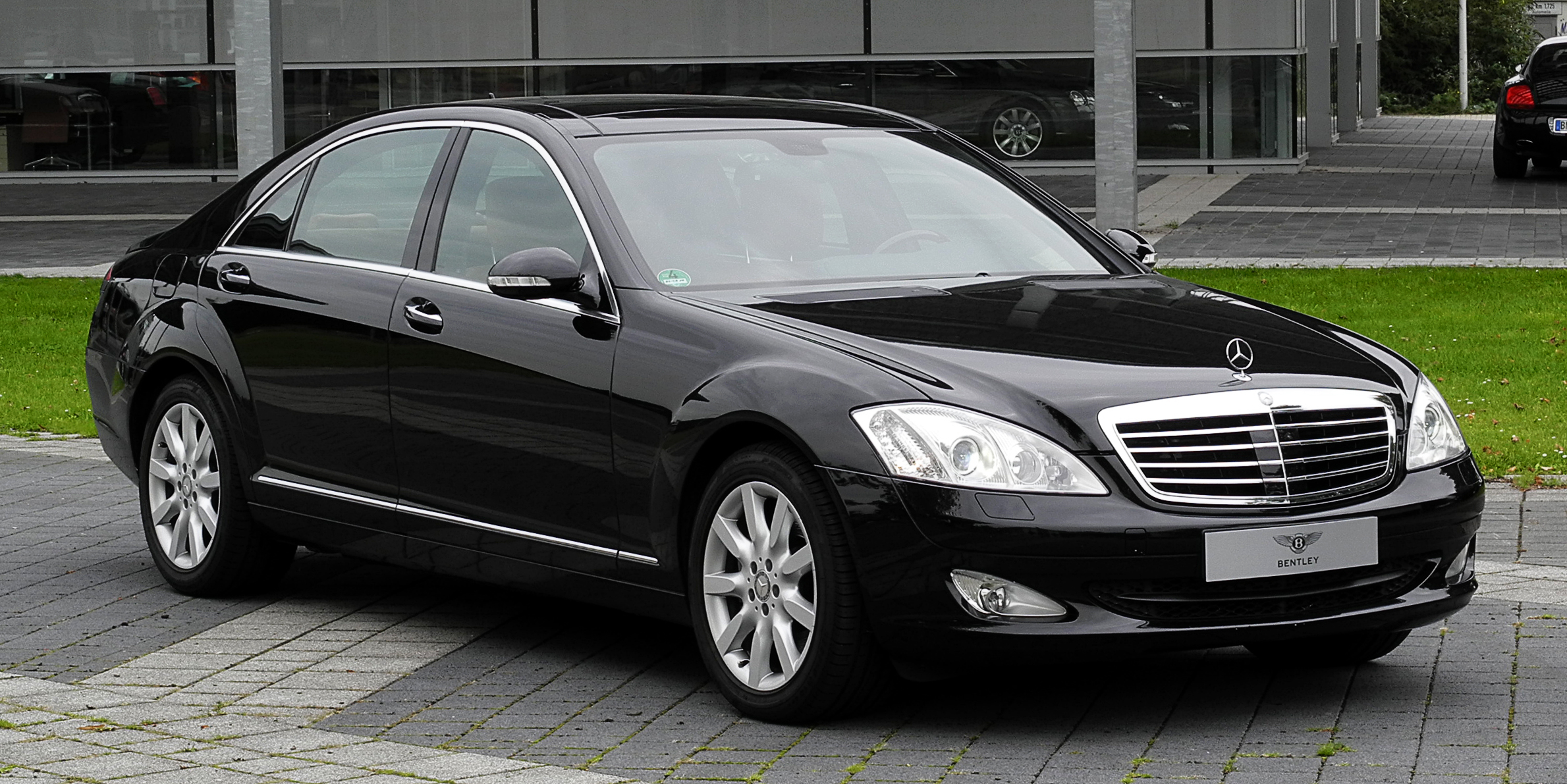
Type V 221, Frontansicht (2005 bis 2009)
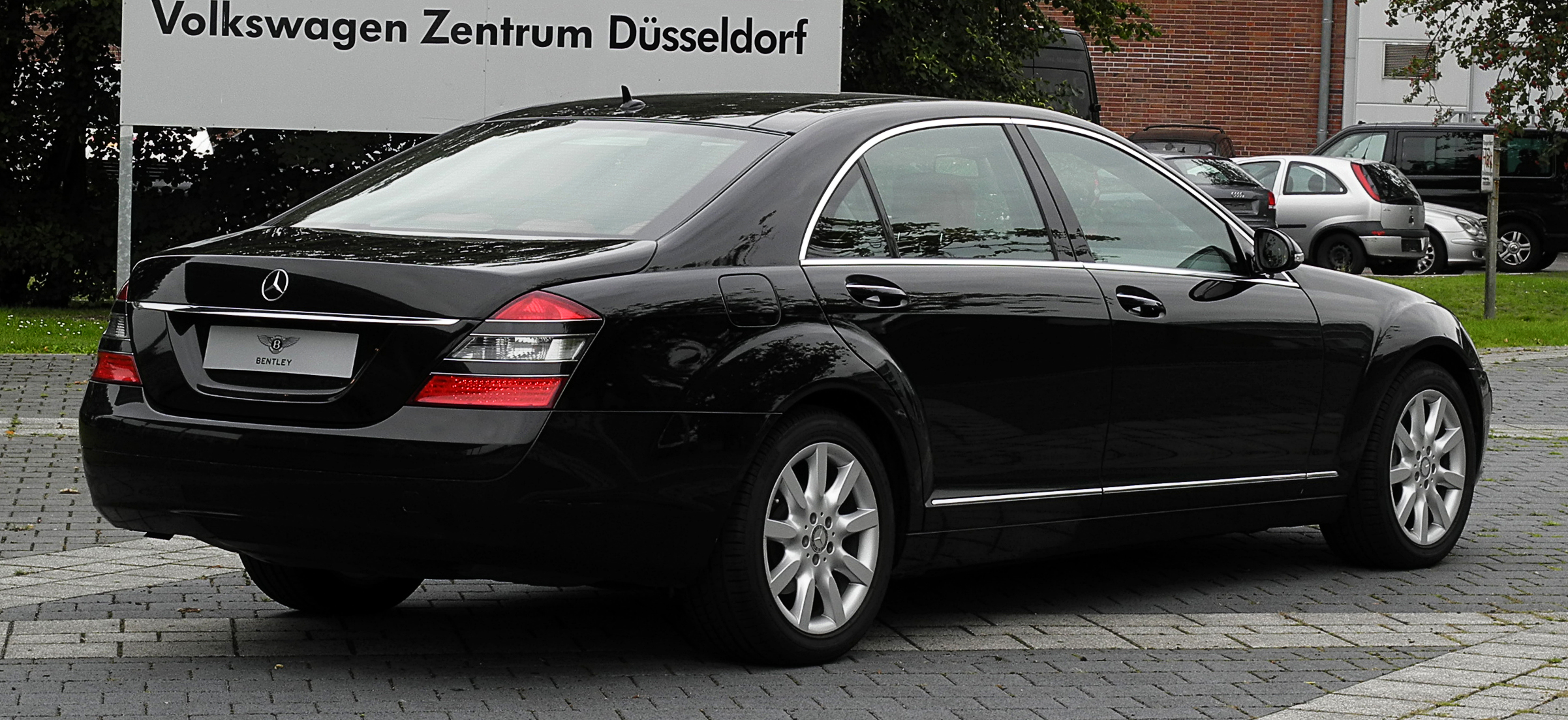
Type V 221, Heckansicht (2005 bis 2009)
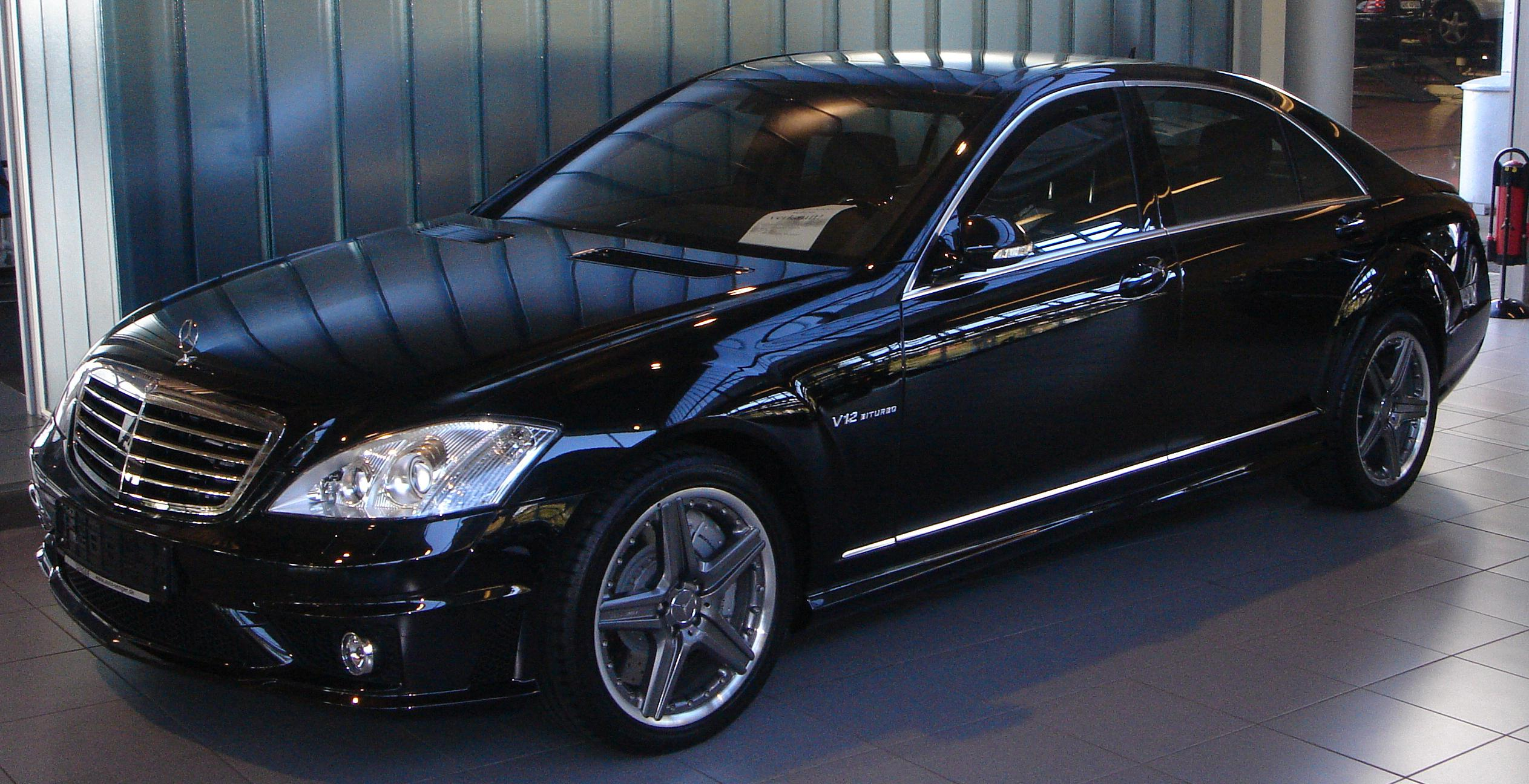
S 65 AMG (2005 bis 2009)
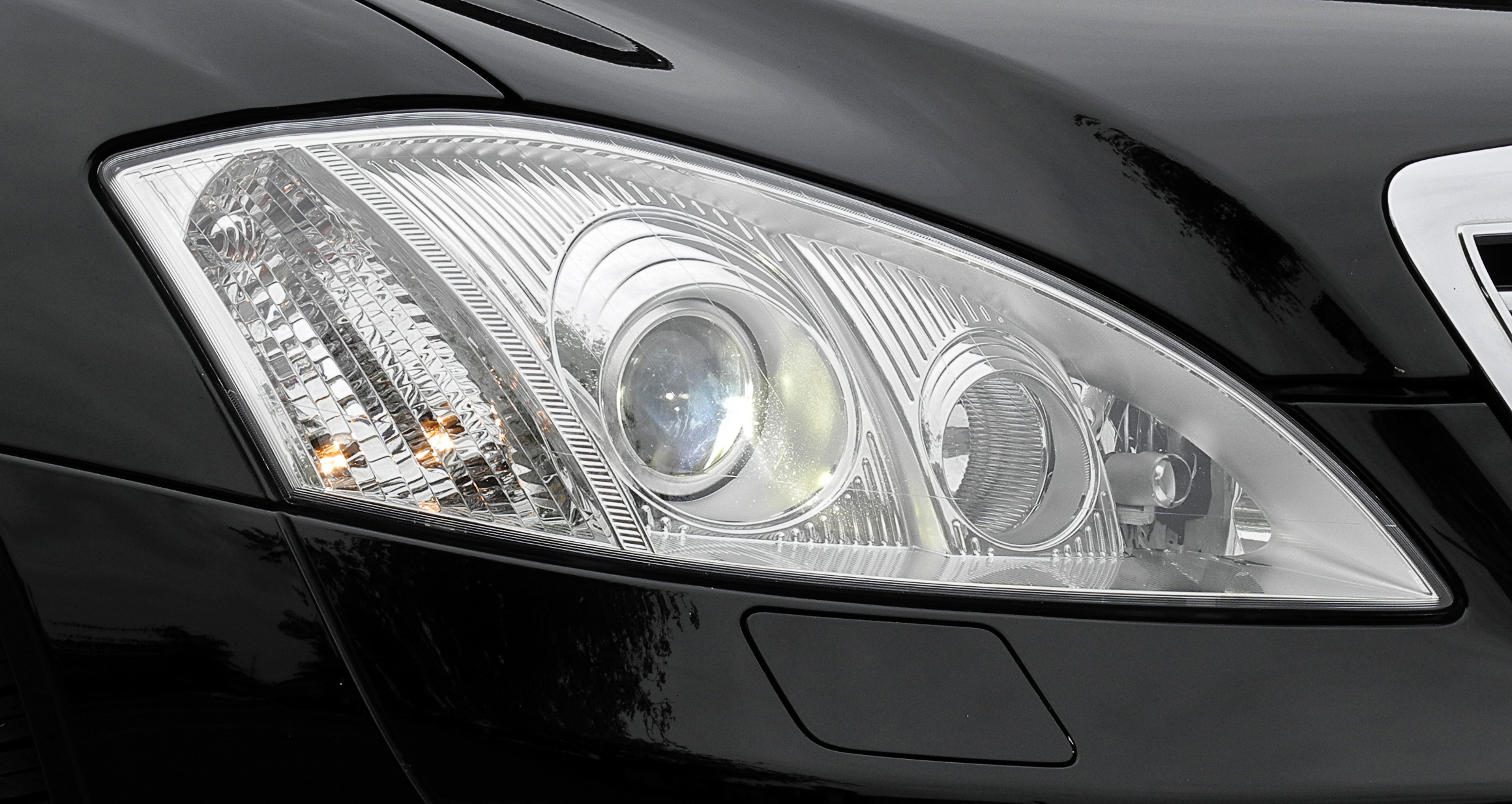
Scheinwerfer mit Infrarotleuchte
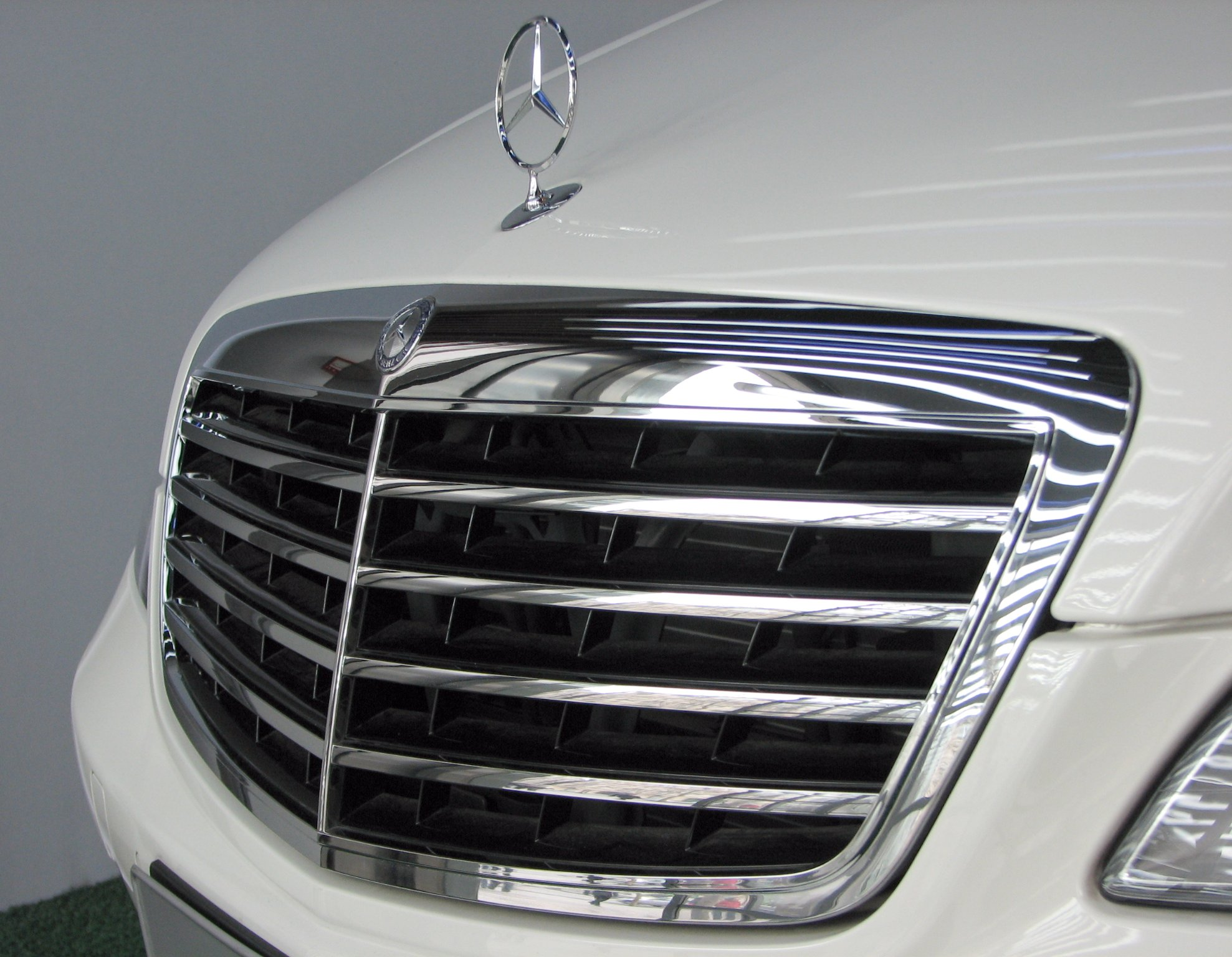
Grill S 320 CDI L (2005–2009)
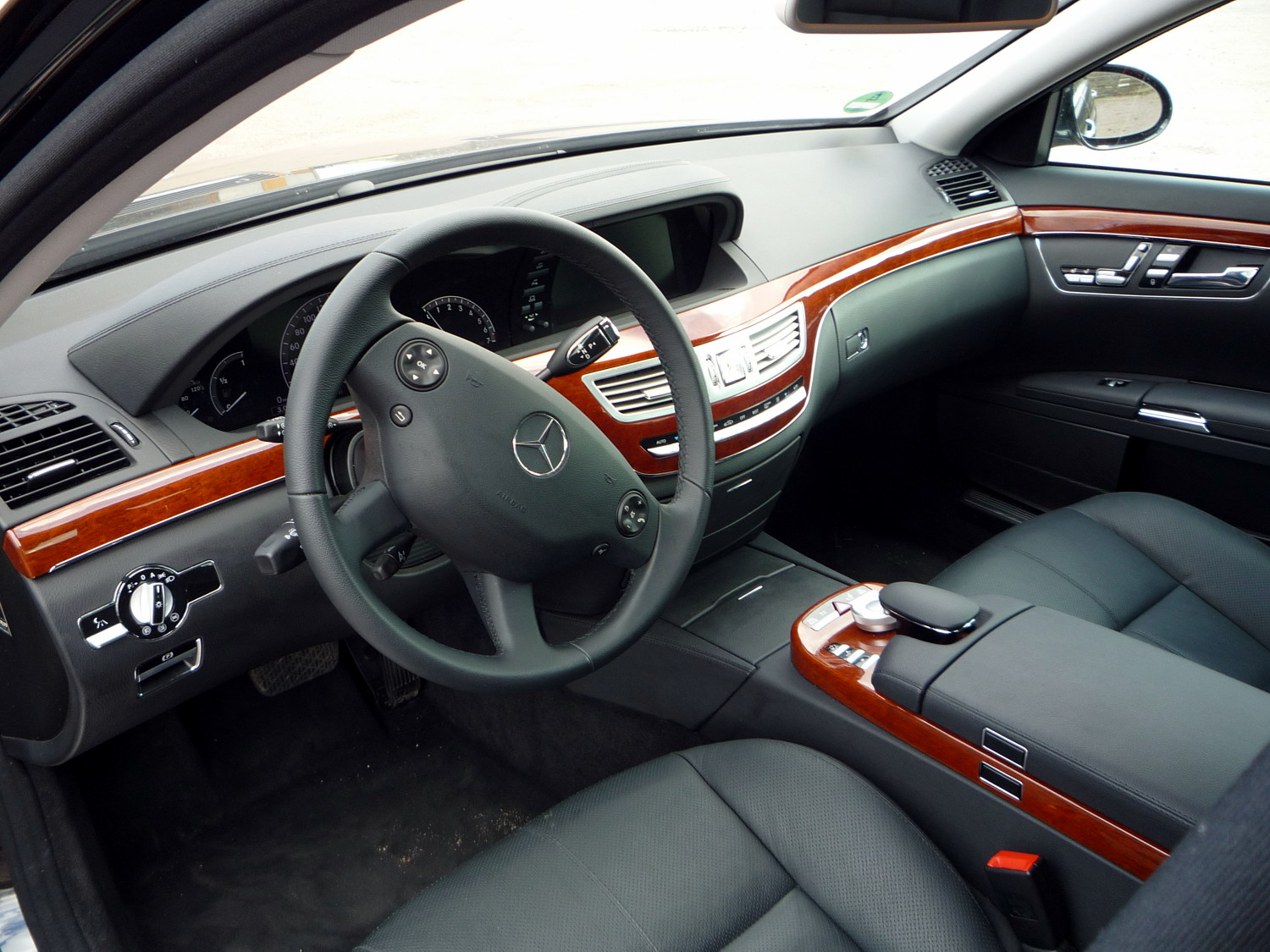
Innenraum des S 320 CDI L (2005–2009)
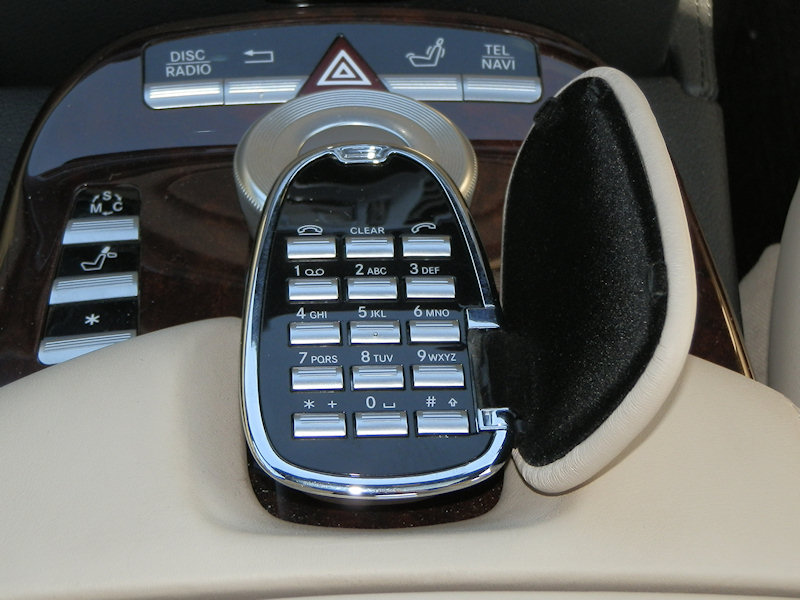
Autotelefon

### Modellpflege (2009 bis 2013)
Im Juni 2009 wurde die S-Klasse sowohl technisch als auch optisch überarbeitet. Das Exterieur wurde dabei in folgenden Details modifiziert: Die Form der Außenspiegel wurde verändert und an die Optik der Baureihen 212 und 207 angepasst, die Frontscheinwerfer erhielten eine neue Grafik, der vordere Stoßfänger wurde überarbeitet und bekam eckigere Lufteinlässe und kleinere Nebelscheinwerfer beziehungsweise Tagfahrleuchten in LED-Technik. Weitere Merkmale sind ein gepfeilter und kantigerer Kühlergrill, Rückleuchten mit lichtemittierenden Dioden ohne in Wagenfarbe lackierte Elemente. Der neue Heckstoßfänger inklusive Heckschürze mit angedeutetem Diffusor wurde durch sichtbare, trapezförmige Endrohre ergänzt. Ebenso wurden die Fahrerassistenzsysteme verändert.
Ab Juni 2009 wurde der S 400 HYBRID angeboten, ein Hybridelektrokraftfahrzeug. Dieser Wagen hat einen 3,5-Liter-V6-Ottomotor mit 205 kW (279 PS) Leistung und einen zusätzlichen Elektromotor mit 15 kW Leistung. Parallel dazu wurden die Dieselmodelle an die neue Nomenklatur angepasst. So wurde aus dem S 320 CDI BlueEFFICIENCY (L) ein S 350 CDI BlueEFFICIENCY (L) und aus dem S 420 CDI (L) ein S 450 CDI (L). Zum 1. Juli 2010 wurden diese beiden Modelle aus dem Programm gestrichen, da sie nur die Euro-4-Abgasnorm erfüllen. Als Ersatz für diese Modelle wurde der S 350 BlueTEC eingeführt, dessen Motor die Euro-6-Norm erfüllt. 2011 wurde als letztes Modell der S 250 CDI BlueEFFICIENCY mit 150 kW (204 PS) Leistung eingeführt, der mit einem Vierzylinderdieselmotor ausgerüstet ist.
Die Leistung des Motors im S 65 AMG wurde 2009 von 450 (612) auf 463 kW (630 PS) gesteigert. Der S 63 AMG erhielt einen komplett neu entwickelten Motor. Darüber hinaus erhielt dieses Modell ein neues Automatikgetriebe ohne hydrodynamischen Drehmomentwandler. Für den S 63 AMG gab es gegen Aufpreis ein AMG-Performance Paket Plus, das eine Leistungssteigerung auf 420 kW (571 PS) sowie eine elektronische Abregelung bei 300 km/h beinhaltet.
Ab Ende September 2010 wurden zwei völlig neu entwickelte Ottomotoren angeboten, die in Deutschland ab März 2011 ausgeliefert wurden: Zum einen der 3,5-Liter-V6 im S 350 BlueEFFICIENCY mit 225 kW (306 PS) Leistung und zum anderen ein V8-Motor im S 500 BlueEFFICIENCY mit einer Leistung von 320 kW (435 PS). Diese Motoren zeichnen sich durch strahlgeführte Benzindirekteinspritzung aus. Der S 450 wurde 2011 in Deutschland eingestellt.

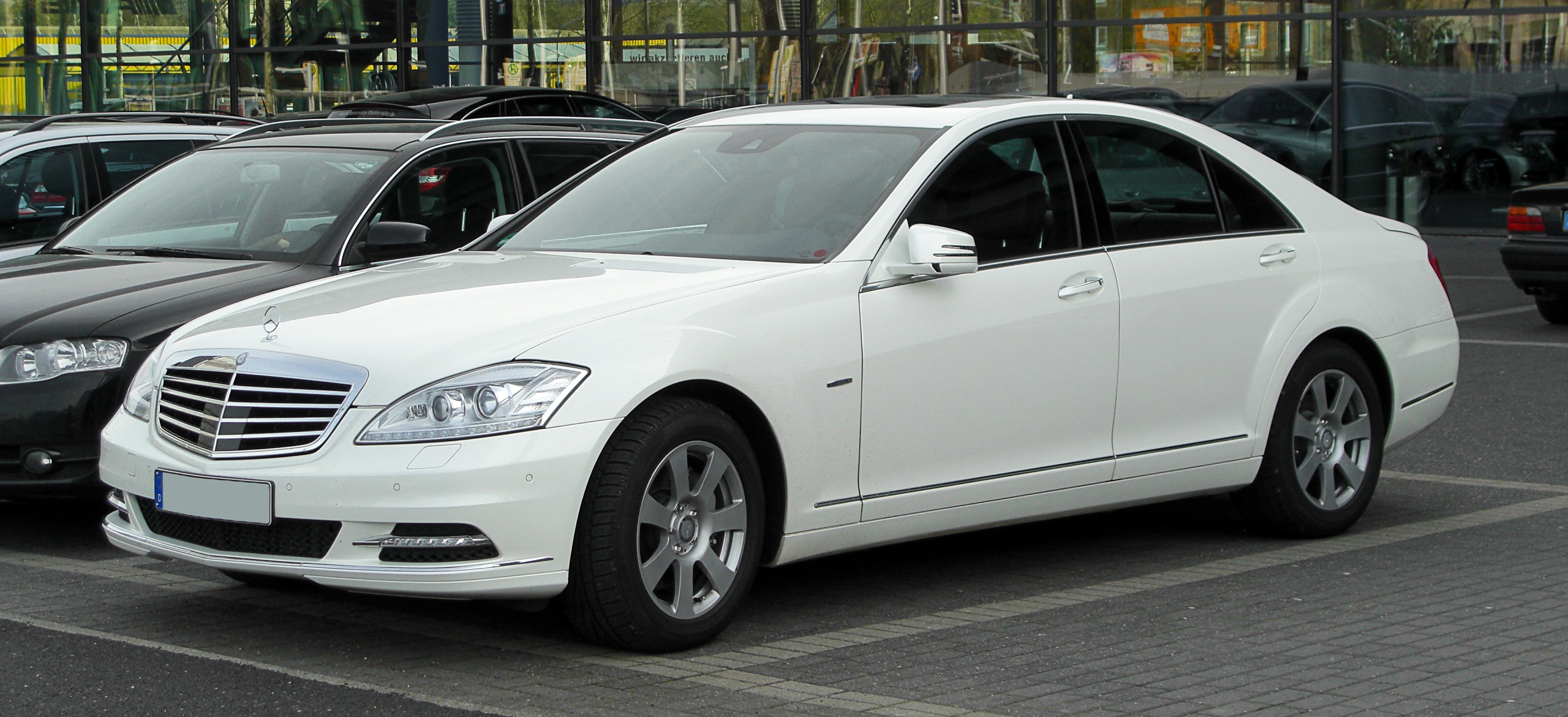
Type W 221, Frontansicht (2009 bis 2013)
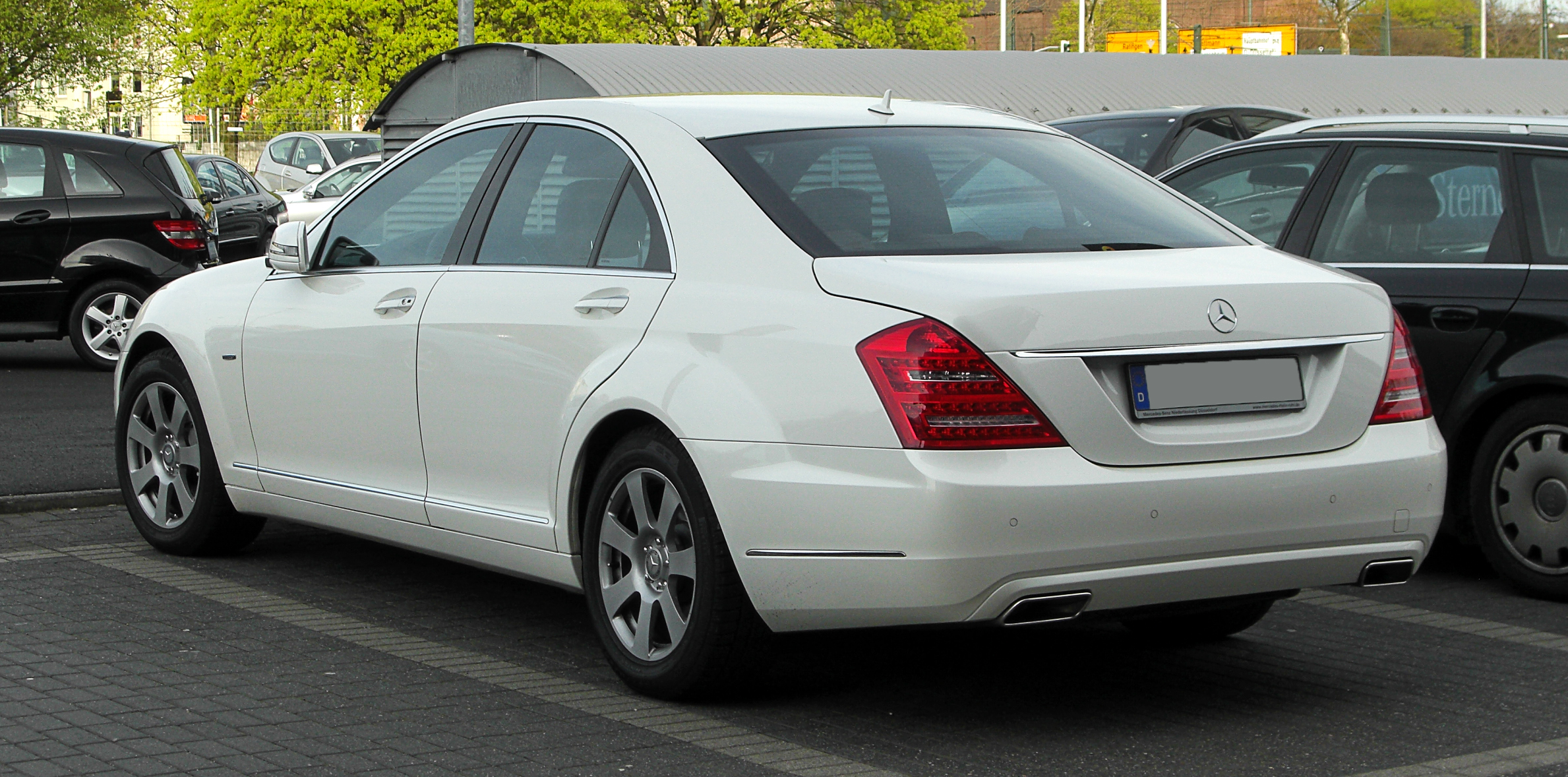
Type W 221, Heckansicht (2009 bis 2013)
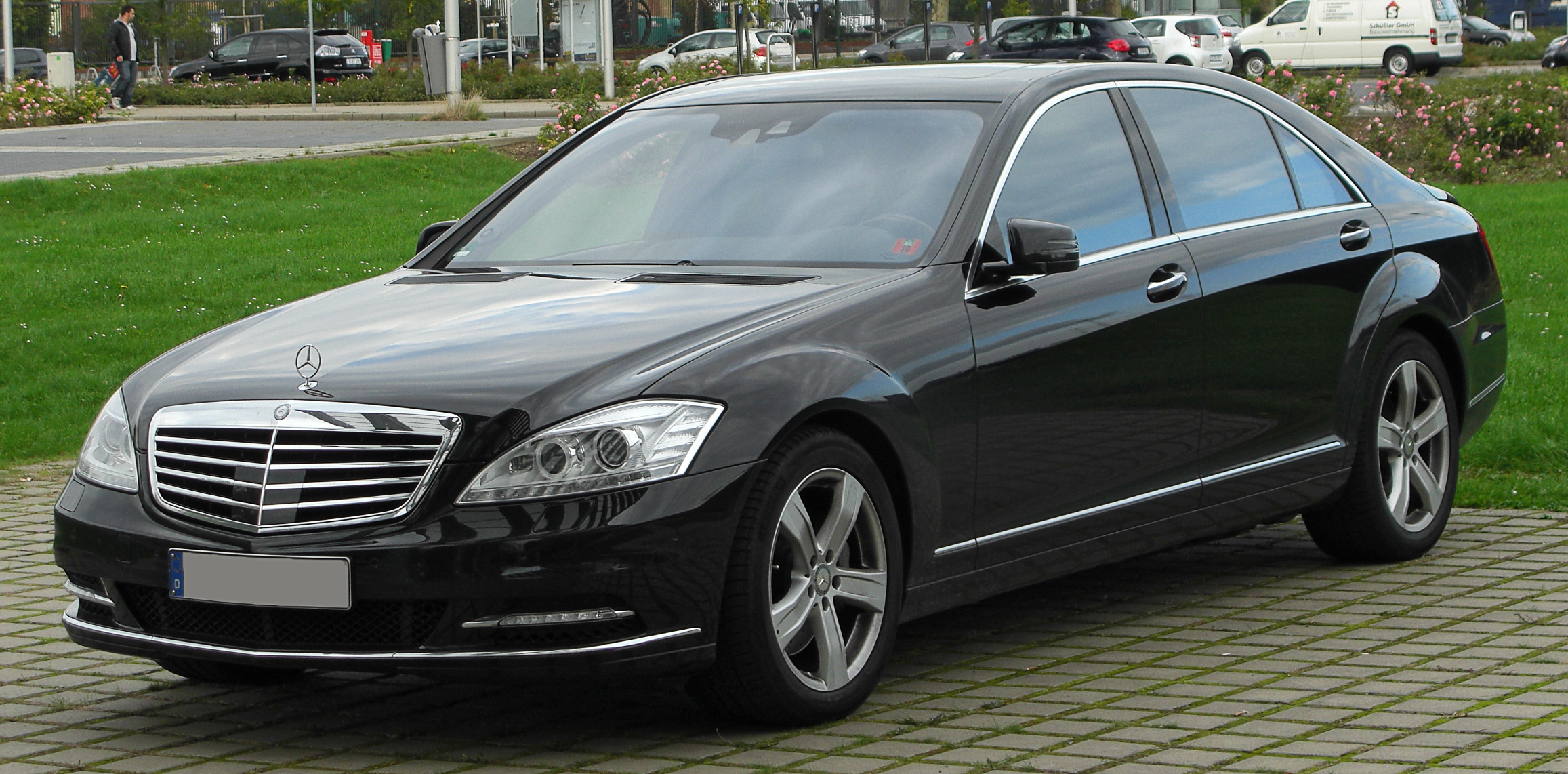
Type V 221, Frontansicht (2009 bis 2013)
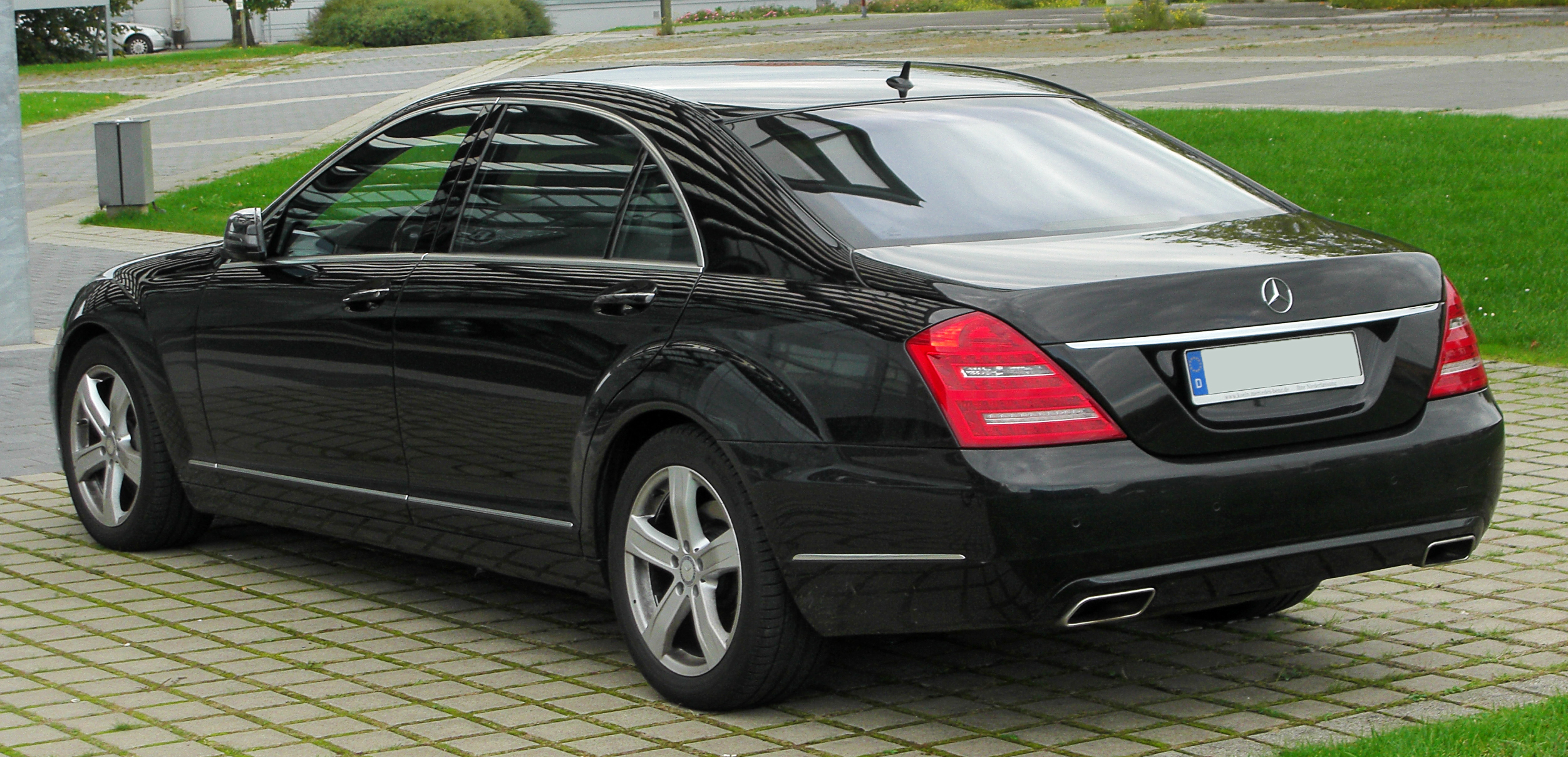
Type V 221, Heckansicht (2009 bis 2013)

## Modellvarianten
Die Baureihe 221 gibt es mit Ottomotoren und Dieselmotoren sowie als Mild-Hybrid. Sie wurde als Limousine mit kurzem Radstand (Typ W 221) und mit langem Radstand (Typ V 221) hergestellt; in kleinen Stückzahlen gab es sie auch mit extralangem Radstand als Sonderschutzfahrzeug der Beschussklasse B6/B7. Ein Coupé der Baureihe 221 gibt es nicht, jedoch ist das Coupé der CL-Klasse-Baureihe 216 technisch eng verwandt.
Die Modellbezeichnung setzt sich aus dem Präfix S für S-Klasse und dem ungefähren Hubraum in Zentilitern zusammen, verschiedene Suffixe sollen einen besonders hohen Motorenwirkungsgrad kennzeichnen. Dabei wurden fast alle Modelle mit beiden Radständen gebaut, die einzigen Ausnahmen sind das Sechszylindermodell S 300 sowie die Zwölfzylindermodelle S 600 und S 65 AMG, die stets Fahrzeuge vom Typ V 221 sind, also immer einen langen Radstand haben. Fahrzeuge des Typs V 221 haben in der Modellbezeichnung das Suffix L, um den langen Radstand zu kennzeichnen, worauf in der nachfolgenden Auflistung verzichtet wird. Die Baureihe 221 wurde weltweit verkauft, wobei es für einige Märkte spezielle Modelle gab, die auf dem Heimatmarkt Deutschland nicht erhältlich waren.
Ottomodelle
- S 300 (1) (2)
- S 350
- S 350 BlueEFFICIENCY
- S 400 HYBRID
- S 450
- S 500
- S 500 BlueEFFICIENCY
- S 550 (3)
- S 63 AMG
- S 600 (1)
- S 65 AMG (1)

Dieselmodelle
- S 250 CDI BlueEFFICIENCY
- S 320 CDI
- S 320 CDI BlueEFFICIENCY
- S 350 CDI BlueEFFICIENCY
- S 350 BlueTEC
- S 420 CDI
- S 450 CDI

Anmerkungen

## Ausstattung
Für die Baureihe 221 waren verschiedene Ausstattungen serienmäßig erhältlich:
- Elektronisches Bedien- und Anzeigensystem COMAND
- Adaptives Bremslicht (LED),
- Notbremsassistent Pre-Safe mit Bremsassistent BAS Plus, ab 2006 Pre-Safe-Bremse, elektromechanische Feststellbremse
- Automatisches Notrufsystem mbrace (nur in Nordamerika)
- Aufmerksamkeits-Assistent (ab 2009)

Gegen Aufpreis waren weitere Ausstattungen verfügbar:
- Nahbereichsradar für den Abstandsregeltempomat Distronic Plus
- Infrarot-Nachtsichtassistent
- Mobiltelefonvorrüstung (Code 386) mit dem SIM-Access-Profile
- 5.1-Surround-Sound-Musikanlage

Nach der Modellpflege 2009 gab es weitere Sonderausstattungen:
- Adaptiver Fernlichtassistent mit adaptiver Hell-Dunkel-Grenze
- Verkehrsschilderkennung
- Spurassistent
- Seitenwindassistent (nur zusammen mit Active-Body-Control-Fahrwerk)

## Technische Beschreibung
Die Baureihe 221 ist eine viertürige Stufenhecklimousine mit längs eingebautem Frontmotor und serienmäßigem Hinterradantrieb. Sie hat eine selbsttragende Karosserie und Einzelradaufhängung mit Luftfederbeinen und elektronisch geregelten Dämpfern rundherum. Es gibt verschiedene V6-, V8- und V12-Ottomotoren sowie verschiedene R4, V6- und V8-Dieselmotoren als Antriebsaggregate, die an ein automatisches Getriebe gekoppelt sind.

### Motoren
Daimler baute in der Baureihe 221 konzerneigene Baukastenmotoren ein. Bei den Ottomotoren kamen zunächst die Saugrohreinspritzer M 272 (V6), M 156 (V8), M 273 (V8) und M 275 (V12) zum Einsatz, später wurden auch die Direkteinspritzer M 276 (V6), M 278 (V8) und M 157 (V8) eingebaut. Alle Ottomotoren haben DOHC-Ventilsteuerung und sind V-Motoren mit 90° Zylinderbankwinkel, mit Ausnahme des V12-Motors M 275 und des V6-Motors M 276, deren Bankwinkel 60° betragen.
Es gibt insgesamt drei verschiedene Dieselmotoren, die alle DOHC-Ventilsteuerung und Common-Rail-Einspritzung haben: Den 2,1-Liter-Vierzylinderreihenmotor OM 651, den 3-Liter-72°-V6 OM 642 und den 4-Liter-75°-V8 OM 629.

### Getriebe und Antriebsstrang
Das Getriebe ist stets ein automatisch schaltendes Getriebe, serienmäßig wurde das 7G-Tronic eingebaut. Es hat einen hydrodynamischen Drehmomentwandler mit Wandlerüberbrückungskupplung und einen Planetengetriebesatz mit sieben Fahrstufen. Es war auch in Verbindung mit dem Allradantrieb 4MATIC erhältlich.
Für das Modell S 63 AMG war das AMG Speedshift MCT erhältlich, das ebenfalls einen Planetengetriebesatz mit sieben Fahrstufen hat, aber statt eines hydrodynamischen Drehmomentwandlers mit einem Nasskupplungspaket ausgerüstet ist. Dadurch wird das Massenträgheitsmoment deutlich reduziert, was die Schaltdynamik verbessert. Um schnelle Schaltvorgänge zu ermöglichen, hat das Getriebe eine Zwischengasfunktion. Des Weiteren ist laut Entwickler mit dem Nasskupplungssystem im Vergleich zum konventionellen hydrodynamischen Wandler ein höheres Eingangsdrehmoment von bis zu 1000 Nm möglich.
In den Zwölfzylindermodellen S 600 L und S 65 AMG L wurde ein Automatikgetriebe mit fünf Fahrstufen eingebaut. Es hat wie die 7G-Tronic einen hydrodynamischen Drehmomentwandler und ein Planetengetriebesatz, ist aber robuster als die 7G-Tronic und für ein Eingangsdrehmoment von 1000 Nm ausgelegt.

## Technische Daten
| Kenngrößen                                  | S 300 L (1)                  | S 300 L (1)                  | S 350 (L)                          | S 350 BlueEFFICIENCY (L)           | S 400 HYBRID (L)                       |
| Bauzeitraum                                 | 2006–2011                    | 2011–2013                    | 2005–2011                          | 2011–2013                          | 2009–2013                              |
| Motorbezeichnung *                          | M 272 KE 30                  | M 272 KE 30                  | M 272 KE 35                        | M 276 DE 35                        | M 272 KE 35                            |
| Motorkenndaten                              |                              |                              |                                    |                                    |                                        |
| Motortyp                                    | V6-Ottomotor                 | V6-Ottomotor                 | V6-Ottomotor                       | V6-Ottomotor                       | V6-Ottohybrid (Otto- mit Elektromotor) |
| Gemischaufbereitung                         | Saugrohreinspritzung         | Saugrohreinspritzung         | Saugrohreinspritzung               | Direkteinspritzung                 | Saugrohreinspritzung                   |
| Motoraufladung                              | —                            | —                            | —                                  | —                                  | —                                      |
| Hubraum                                     | 2996 cm³                     | 2996 cm³                     | 3498 cm³                           | 3498 cm³                           | 3498 cm³                               |
| max. Leistung                               | 170 kW (231 PS) bei 6000/min | 180 kW (245 PS) bei 6000/min | 200 kW (272 PS) bei 6000/min       | 225 kW (306 PS) bei 6500/min       | 205+15 kW (279+20 PS) bei 6000/min     |
| max. Drehmoment                             | 300 Nm bei 2500–5000/min     | 300 Nm bei 2500–5000/min     | 350 Nm bei 2400–5000/min           | 370 Nm bei 3500–5250/min           | 385 Nm bei 2400–5000/min               |
| Kraftübertragung                            |                              |                              |                                    |                                    |                                        |
| Antrieb, serienmäßig [ optional ]           | Hinterradantrieb             | Hinterradantrieb             | Hinterradantrieb [ Allradantrieb ] | Hinterradantrieb [ Allradantrieb ] | Hinterradantrieb                       |
| Fahrwerk, serienmäßig                       | Airmatic                     | Airmatic                     | Airmatic                           | Airmatic                           | Airmatic                               |
| Getriebe, serienmäßig                       | 7G-Tronic                    | 7G-Tronic                    | 7G-Tronic                          | 7G-Tronic Plus                     | 7G-Tronic                              |
| Messwerte                                   |                              |                              |                                    |                                    |                                        |
| Höchstgeschwindigkeit                       | 245 km/h                     | 245 km/h                     | 250 km/h (elektronisch abgeregelt) | 250 km/h (elektronisch abgeregelt) | 250 km/h (elektronisch abgeregelt)     |
| Beschleunigung, 0–100 km/h                  | 8,2 s                        | 8,2 s                        | 7,3 s                              | 6,9 s                              | 7,2 s                                  |
| Kraftstoffverbrauch auf 100 km (kombiniert) | 9,9–10,1 l Super             | 9,9–10,1 l Super             | 10,0–10,6 l Super                  | 7,6–7,9 l Super                    | 7,9–8,1 l Super                        |
| CO2-Emission (kombiniert)                   | 199–201 g/km                 | 199–201 g/km                 | 234–237 g/km                       | 177–184 g/km                       | 186–189 g/km                           |
| Abgasnorm nach EU-Klassifikation            | –                            | –                            | Euro 4                             | Euro 5                             | Euro 5                                 |

| Kenngrößen                                  | S 450 (L)                          | S 500 (L) (S 550 L in USA)         | S 500 BlueEFFICIENCY (L) (S 550 L in USA) | S 63 AMG (L)                            | S 63 AMG (L)                                                      |
| Bauzeitraum                                 | 2006–2010                          | 2005–2011                          | 2011–2013                                 | 2006–2010                               | 2010–2013                                                         |
| Motorkenndaten                              |                                    |                                    |                                           |                                         |                                                                   |
| Motorbezeichnung *                          | M 273 KE 46                        | M 273 KE 55                        | M 278 DE 46 AL                            | M 156 E 63                              | M 157 DE 55 AL                                                    |
| Motortyp                                    | V8-Ottomotor                       | V8-Ottomotor                       | V8-Ottomotor                              | V8-Ottomotor                            | V8-Ottomotor                                                      |
| Gemischaufbereitung                         | Saugrohreinspritzung               | Saugrohreinspritzung               | Direkteinspritzung                        | Saugrohreinspritzung                    | Direkteinspritzung                                                |
| Motoraufladung                              | —                                  | —                                  | Biturbo                                   | —                                       | Biturbo                                                           |
| Hubraum                                     | 4663 cm³                           | 5461 cm³                           | 4663 cm³                                  | 6208 cm³                                | 5461 cm³                                                          |
| max. Leistung                               | 250 kW (340 PS) bei 6000/min       | 285 kW (388 PS) bei 6000/min       | 320 kW (435 PS) bei 6000/min              | 386 kW (525 PS) bei 6800/min            | 400 kW (544 PS) bei 5500/min [ 420 kW (571 PS) bei 5500/min ] (1) |
| max. Drehmoment                             | 460 Nm bei 2700–5000/min           | 530 Nm bei 2800–4800/min           | 700 Nm bei 1800–3500/min                  | 630 Nm bei 5200/min                     | 800 Nm bei 2000–4500/min [ 900 Nm bei 2000–4500/min ] (1)         |
| Kraftübertragung                            |                                    |                                    |                                           |                                         |                                                                   |
| Antrieb, serienmäßig [ optional ]           | Hinterradantrieb [ Allradantrieb ] | Hinterradantrieb [ Allradantrieb ] | Hinterradantrieb [ Allradantrieb ]        | Hinterradantrieb                        | Hinterradantrieb                                                  |
| Fahrwerk, serienmäßig                       | Airmatic Active Body Control (2)   | Airmatic Active Body Control (2)   | Airmatic Active Body Control (2)          | Active Body Control                     | Active Body Control                                               |
| Getriebe, serienmäßig                       | 7G-Tronic                          | 7G-Tronic                          | 7G-Tronic Plus                            | AMG Speedshift MCT 7-Gang-Sportgetriebe | AMG Speedshift MCT 7-Gang-Sportgetriebe                           |
| Messwerte                                   |                                    |                                    |                                           |                                         |                                                                   |
| Höchstgeschwindigkeit                       | 250 km/h (elektronisch abgeregelt) | 250 km/h (elektronisch abgeregelt) | 250 km/h (elektronisch abgeregelt)        | 250 km/h (elektronisch abgeregelt)      | 250 km/h (elektronisch abgeregelt) [ 300 km/h ] (1)               |
| Beschleunigung, 0–100 km/h                  | 5,9 s                              | 5,4 s                              | 5,0 s                                     | 4,6 s                                   | 4,5 s                                                             |
| Kraftstoffverbrauch auf 100 km (kombiniert) | 10,6–10,9 l Super                  | 11,0–11,2 l Super                  | 9,4–9,6 l Super                           | 14,4 l Super Plus                       | 10,5 l Super Plus                                                 |
| CO2-Emission (kombiniert)                   | 249–255 g/km                       | 258–262 g/km                       | 219–224 g/km                              | 344 g/km                                | 244 g/km                                                          |
| Abgasnorm nach EU-Klassifikation            | Euro 5                             | Euro 5                             | Euro 5                                    | Euro 4                                  | Euro 5                                                            |

| Kenngrößen                                  | S 600 L                            | S 65 AMG L                                          | S 65 AMG L                                          |
| Bauzeitraum                                 | 2006–2013                          | 2006–2010                                           | 2010–2013                                           |
| Motorkenndaten                              |                                    |                                                     |                                                     |
| Motorbezeichnung *                          | M 275 E 55 AL                      | M 275 E 60 AL                                       | M 275 E 60 AL                                       |
| Motortyp                                    | V12-Ottomotor                      | V12-Ottomotor                                       | V12-Ottomotor                                       |
| Gemischaufbereitung                         | Saugrohreinspritzung               | Saugrohreinspritzung                                | Saugrohreinspritzung                                |
| Motoraufladung                              | Biturbo                            | Biturbo                                             | Biturbo                                             |
| Hubraum                                     | 5513 cm³                           | 5980 cm³                                            | 5980 cm³                                            |
| max. Leistung                               | 380 kW (517 PS) bei 5000/min       | 450 kW (612 PS) bei 4800–5100/min                   | 463 kW (630 PS) bei 4800/min                        |
| max. Drehmoment                             | 830 Nm bei 1800–3500/min           | 1000 Nm (elektronisch abgeregelt) bei 2000–4000/min | 1000 Nm (elektronisch abgeregelt) bei 2000–4000/min |
| Kraftübertragung                            |                                    |                                                     |                                                     |
| Antrieb, serienmäßig                        | Hinterradantrieb                   | Hinterradantrieb                                    | Hinterradantrieb                                    |
| Fahrwerk, serienmäßig                       | Active Body Control                | Active Body Control                                 | Active Body Control                                 |
| Getriebe, serienmäßig                       | 5G-Tronic                          | 5G-Tronic                                           | 5G-Tronic                                           |
| Messwerte                                   |                                    |                                                     |                                                     |
| Höchstgeschwindigkeit                       | 250 km/h (elektronisch abgeregelt) | 250 km/h (elektronisch abgeregelt)                  | 250 km/h (elektronisch abgeregelt)                  |
| Beschleunigung, 0–100 km/h                  | 4,6 s                              | 4,4                                                 | 4,4                                                 |
| Kraftstoffverbrauch auf 100 km (kombiniert) | 14,1–14,2 l Super Plus             | 14,5 l Super Plus                                   | 14,3 l Super Plus                                   |
| CO2-Emission (kombiniert)                   | 329–332 g/km                       | 346 g/km                                            | 334 g/km                                            |
| Abgasnorm nach EU-Klassifikation            | Euro 4                             | Euro 4                                              | Euro 5                                              |

| Kenngrößen                                  | S 250 CDI BlueEFFICIENCY (L)   | S 320 CDI (L)                      | S 320 CDI BlueEFFICIENCY (L)       | S 350 CDI BlueEFFICIENCY (L)       | S 350 BlueTEC (L)                  |
| Bauzeitraum                                 | 2011–2013                      | 2006–2008                          | 2008–2009                          | 2009–2010                          | 2010–2013                          |
| Motorkenndaten                              |                                |                                    |                                    |                                    |                                    |
| Motorbezeichnung *                          | OM 651 DE 22 LA                | OM 642 DE 30 LA                    | OM 642 DE 30 LA                    | OM 642 DE 30 LA                    | OM 642 LS DE 30 LA                 |
| Motortyp                                    | R4-Dieselmotor                 | V6-Dieselmotor                     | V6-Dieselmotor                     | V6-Dieselmotor                     | V6-Dieselmotor                     |
| Gemischaufbereitung                         | Common-Rail-Direkteinspritzung | Common-Rail-Direkteinspritzung     | Common-Rail-Direkteinspritzung     | Common-Rail-Direkteinspritzung     | Common-Rail-Direkteinspritzung     |
| Motoraufladung                              | Biturbo                        | Turbolader                         | Turbolader                         | Turbolader                         | Turbolader                         |
| Hubraum                                     | 2143 cm³                       | 2987 cm³                           | 2987 cm³                           | 2987 cm³                           | 2987 cm³                           |
| max. Leistung                               | 150 kW (204 PS) bei 4200/min   | 173 kW (235 PS) bei 3600/min       | 173 kW (235 PS) bei 3600/min       | 173 kW (235 PS) bei 3600/min       | 190 kW (258 PS) bei 3600/min       |
| max. Drehmoment                             | 500 Nm bei 1600–1800/min       | 540 Nm bei 1600–2400/min           | 540 Nm bei 1600–2400/min           | 540 Nm bei 1600–2400/min           | 620 Nm bei 1600–2400/min           |
| Kraftübertragung                            |                                |                                    |                                    |                                    |                                    |
| Antrieb, serienmäßig [ optional ]           | Hinterradantrieb               | Hinterradantrieb [ Allradantrieb ] | Hinterradantrieb [ Allradantrieb ] | Hinterradantrieb [ Allradantrieb ] | Hinterradantrieb [ Allradantrieb ] |
| Fahrwerk, serienmäßig                       | Airmatic                       | Airmatic                           | Airmatic                           | Airmatic                           | Airmatic                           |
| Getriebe, serienmäßig                       | 7G-Tronic Plus                 | 7G-Tronic                          | 7G-Tronic                          | 7G-Tronic                          | 7G-Tronic Plus                     |
| Messwerte                                   |                                |                                    |                                    |                                    |                                    |
| Höchstgeschwindigkeit                       | 240 km/h                       | 250 km/h (elektronisch abgeregelt) | 250 km/h (elektronisch abgeregelt) | 250 km/h (elektronisch abgeregelt) | 250 km/h (elektronisch abgeregelt) |
| Beschleunigung, 0–100 km/h                  | 8,2 s                          | 7,8 s                              | 7,8 s                              | 7,8 s                              | 7,1 s                              |
| Kraftstoffverbrauch auf 100 km (kombiniert) | 5,7–5,8 l Diesel               | 8,3–8,5 l Diesel                   | 7,6 l Diesel                       | 7,6 l Diesel                       | 6,2–6,4 l Diesel                   |
| CO2-Emission (kombiniert)                   | 149–151 g/km                   | 220–225 g/km                       | 199–201 g/km                       | 199–201 g/km                       | 164–168 g/km                       |
| Abgasnorm nach EU-Klassifikation            | Euro 5                         | Euro 4                             | Euro 4                             | Euro 4                             | Euro 6                             |

| Kenngrößen                                  | S 420 CDI (L)                      | S 450 CDI (L)                      |
| Bauzeitraum                                 | 2006–2009                          | 2009–2010                          |
| Motorkenndaten                              |                                    |                                    |
| Motorbezeichnung *                          | OM 629 DE 40 LA                    | OM 629 DE 40 LA                    |
| Motortyp                                    | V8-Dieselmotor                     | V8-Dieselmotor                     |
| Gemischaufbereitung                         | Common-Rail-Direkteinspritzung     | Common-Rail-Direkteinspritzung     |
| Motoraufladung                              | Biturbo                            | Biturbo                            |
| Hubraum                                     | 3996 cm³                           | 3996 cm³                           |
| max. Leistung                               | 235 kW (320 PS) bei 3600/min       | 235 kW (320 PS) bei 3600/min       |
| max. Drehmoment                             | 730 Nm bei 2200/min                | 730 Nm bei 2200/min                |
| Kraftübertragung                            |                                    |                                    |
| Antrieb, serienmäßig                        | Hinterradantrieb                   | Hinterradantrieb                   |
| Fahrwerk, serienmäßig [ optional ]          | Airmatic Active Body Control       | Airmatic Active Body Control       |
| Getriebe, serienmäßig                       | 7G-Tronic                          | 7G-Tronic                          |
| Messwerte                                   |                                    |                                    |
| Höchstgeschwindigkeit                       | 250 km/h (elektronisch abgeregelt) | 250 km/h (elektronisch abgeregelt) |
| Beschleunigung, 0–100 km/h                  | 6,6 s                              | 6,6 s                              |
| Kraftstoffverbrauch auf 100 km (kombiniert) | 9,4–9,6 l Diesel                   | 9,1–9,3 l Diesel                   |
| CO2-Emission (kombiniert)                   | 247–252 g/km                       | 240–245 g/km                       |
| Abgasnorm nach EU-Klassifikation            | Euro 4                             | Euro 4                             |

* Die Motorbezeichnung ist wie folgt verschlüsselt:
M = Motor (Otto), OM = Ölmotor (Diesel), Baureihe = 3-stellig, DE = Direkteinspritzung, E = Saugrohreinspritzung, KE = Kanaleinspritzung, LS = Leistungssteigerung, Hubraum = Deziliter (gerundet), A = Abgasturbolader, L = Ladeluftkühlung, LA = wie AL
Alle Verbrauchs- und CO2-Ausstoßangaben nach 80/1268/EWG, Leistungs- und Drehmomentwerte nach 80/1269/EWG, Massenangaben nach 95/48/EG.

## Stückzahlen
Insgesamt wurden 537.519 Fahrzeuge gebaut. Die folgende Tabelle zeigt den jährlichen weltweiten Absatz der Fahrzeuge. Wichtigster Markt für die Baureihe 221 war die Volksrepublik China.
| Jahr | Stückzahlen | Quellenangabe |
| 2006 | 85.900      | [ 8 ]         |
| 2007 | 85.500      | [ 8 ]         |
| 2008 | 90.600      | [ 9 ]         |
| 2009 | 53.400      | [ 10 ]        |
| 2010 | 66.500      | [ 11 ]        |
| 2011 | 68.969      |               |
| 2012 | 65.128      |               |